# Děvín (hrad, Praha 5)
Děvín je zaniklý hrad na stejnojmenném vrchu na severním okraji městské části Hlubočepy v Praze. Vznikl a zanikl během čtrnáctého století a jeho zbytky jsou chráněné jako kulturní památka ČR.

## Historie
Zakladatelem hradu byl před rokem 1338 pravděpodobně Štěpán z Tetína. Novým majitelem se před rokem 1376 stal Kartouzský klášter, ale hrad nejspíše ještě ve čtrnáctém zanikl, i když existují názory, že byl klášteru roku 1420 zabaven. V roce 1513 zbytky hradu sloužily jako cvičný terč při zkoušení nových děl.

## Stavební podoba

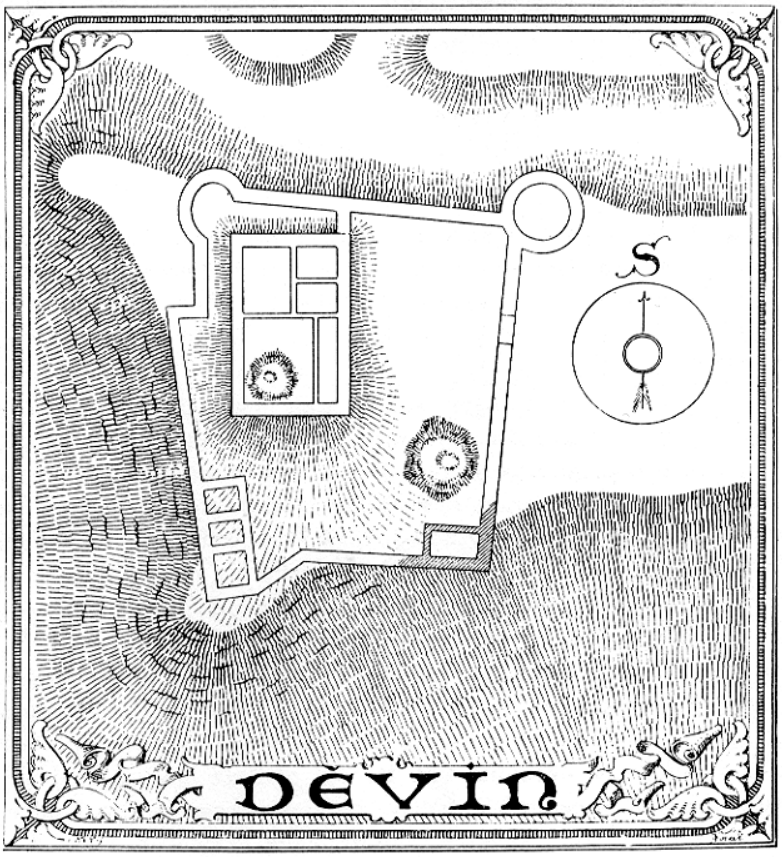
Půdorys hradu od Vojtěcha Krále publikovaný roku 1891

Dvoudílný hrad, který patřil mezi blokové dispozice, se dochoval pouze v podobě terénních a porostových náznaků. Měl pravidelný čtvercový půdorys. Severní stranu předhradí chránily okrouhlé věže nebo bašty v nárožích. V severozápadním nároží vnějšího opevnění stálo hradní jádro tvořené malým nádvořím obklopeným ze tří stran palácovými křídly. Poslední jižní stranu nejspíše uzavírala čtverhranná obytná věž.